# Alessia Baechler
Alessia Patricia Baechler (* 7. September 2005 in Illnau-Effretikon) ist eine Schweizer Eishockeyspielerin, die seit 2024 bei den HC Davos Ladies in der Women’s League unter Vertrag steht sowie seit etwa 2021 Mitglied der Schweizer Eishockeynationalmannschaft der Frauen ist. Ihr Bruder Nicolas Baechler ist ebenfalls Eishockeyspieler.

## Karriere
Alessia Baechler fand ihren Einstieg in den Eishockeysport beim EHC Illnau-Effretikon, ihrem Heimatclub im Kanton Zürich, wo sie bereits in jungen Jahren ihr Talent auf dem Eis unter Beweis stellte. Mit zunehmender Entwicklung und Ambitionen wechselte sie auf der U15-Stufe ins Nachwuchsprogramm der ZSC Lions. Dort spielte sie sowohl bei den männlichen U17-Elite-Junioren als auch im Frauenteam der Lions.

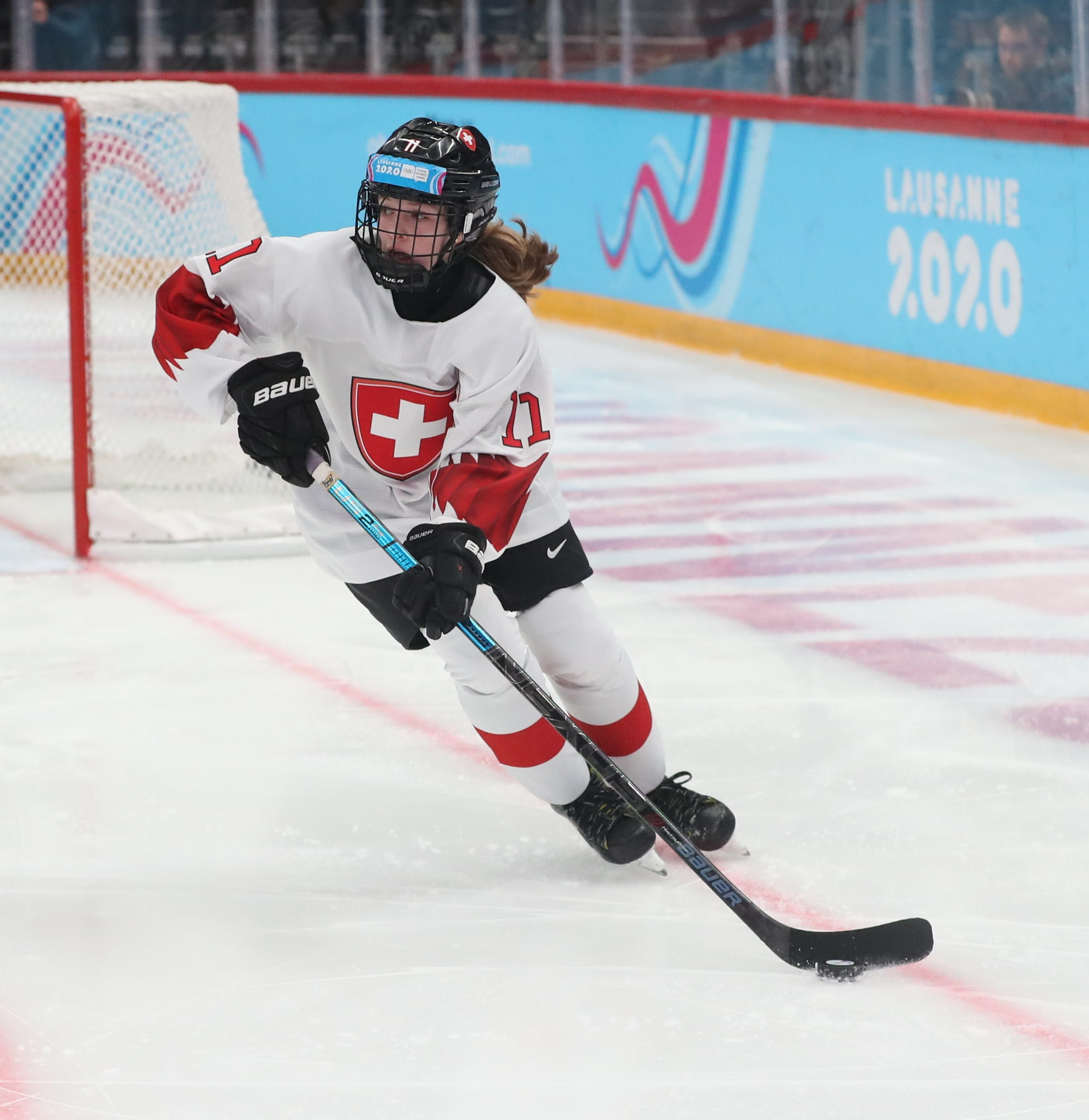
Baechler bei den Olympischen Jugend-Winterspielen 2020

Mit den ZSC Lions Frauen feierte Baechler grosse nationale Erfolge und gewann 2022, 2023 und 2024 die Schweizer Meisterschaft. Besonders in Erinnerung bleibt der Titelgewinn im Jahr 2022: Nach ihrer Rückkehr vom European Youth Olympic Festival in Finnland, wo sie die Schweiz vertreten hatte, wurde ihre Heimreise durch einen heftigen Schneesturm verzögert. Dennoch gelang es ihr, rechtzeitig zum entscheidenden Finalspiel gegen die Lugano Ladies einzutreffen – und dort erzielte sie nicht nur das spielentscheidende Tor, sondern führte ihr Team damit auch zum Meistertitel.
Zur Saison 2024/25 entschied sich Baechler für einen Wechsel zu den HC Davos Ladies, einem neu formierten Team der Women’s League, der höchsten Spielklasse im Schweizer Fraueneishockey. Dort etablierte sie sich sofort als zentrale Figur in der Defensive. Ihre dominante Spielweise, gepaart mit starker Physis, Übersicht und einem ausgeprägten Offensivdrang von der blauen Linie, trugen wesentlich zum Erfolg des Teams bei. Ihre Leistungen wurden am Ende der Saison mit der Auszeichnung als „Beste Verteidigerin der Saison 2024/25“ gewürdigt – eine Anerkennung, die ihre Stellung als eine der herausragenden Spielerinnen ihrer Generation weiter untermauert.
Alessia besuchte wie viele andere Nachwuchssportler das Kunst- und Sportgymnasium Rämibühl in Zürich und schliesst die Matura im Sommer 2025 ab.
Ab der Saison 2025/26 wird Alessia an der Northeastern University studieren, die auch Alina Müller, Florence Schelling und Julia Marty besuchten, und wird parallel dazu für das Eishockeyteam der Universität, die Huskies in der Hockey East, spielen.

### International
Alessia Baechler machte bereits in jungen Jahren auf sich aufmerksam und entwickelte sich rasch zu einem festen Bestandteil des Schweizer Frauen-Eishockeys.
Ihre ersten grossen internationalen Einsatz absolvierte sie im Januar 2020 bei den Olympischen Jugend-Winterspielen in Lausanne, wo sie mit der U16-Nationalmannschaft den vierten Platz belegte, nur knapp an einer Medaille vorbei. In den folgenden Jahren vertrat sie die Schweiz regelmässig bei U18-Weltmeisterschaften. Besonders eindrucksvoll präsentierte sie sich 2023, als sie mit vier Scorerpunkten (drei Tore, eine Vorlage) zu den offensiv stärksten Verteidigerinnen des Turniers zählte. Insgesamt bestritt sie 15 WM-Partien in der U18-Kategorie und erzielte dabei acht Punkte, eine Bilanz, die sie zu einer der produktivsten Verteidigerinnen der Schweizer U18-Geschichte macht. Bereits mit 16 Jahren folgte der nächste Karriereschritt: Baechler debütierte im Kader der Frauen A-Nationalmannschaft. Seitdem nahm sie an mehreren Weltmeisterschaften sowie Turnieren im Rahmen der Euro Hockey Tour teil. Dank ihres ausgeprägten Spielverständnisses und ihrer Anpassungsfähigkeit etablierte sie sich schnell als zuverlässige Stütze in der Schweizer Defensive.

## Erfolge und Auszeichnungen
- 2022 Schweizer Meister mit den ZSC Lions Frauen
- 2023 Schweizer Meister mit den ZSC Lions Frauen
- 2024 Schweizer Meister mit den ZSC Lions Frauen